# بیلی هندرسون (بازیکن فوتبال)
بیلی هندرسون (انگلیسی: Billy Henderson؛ ۵ ژانویه ۱۹۰۰ – ژانویهٔ ۱۹۳۴) بازیکن فوتبال اهل بریتانیا بود.
از باشگاه‌هایی که در آن بازی کرده‌است می‌توان به باشگاه فوتبال برایتون اند هوو آلبیون و باشگاه فوتبال وستهام یونایتد اشاره کرد.